# Gatunek muzyczny
Gatunek muzyczny – wyrazisty styl muzyki.
Automatyczne metody wykrywania podobieństw muzycznych, bazujących na eksploracji danych i współwystępowaniu analizy, zostały opracowane w celu sklasyfikowania tytułów muzycznych w elektronicznej dystrybucji.
Alternatywnie muzyka może być podzielona na trzy zmienne: pobudzenie, wartościowość i głębokość. Pobudzenie odzwierciedla poziom energii w muzyce, wartościowość odzwierciedla skalę od smutnych do szczęśliwych emocji, a głębokość – poziom głębi emocjonalnej w muzyce. Zmienne pomagają wyjaśnić, dlaczego wielu ludzi lubi podobne utwory z różnych gatunków.
Powstały 1264 gatunki muzyki rozrywkowej.